# Gongsun Shu
Gongsun Shu (chinesisch 公孫述 / 公孙述, Pinyin Gōngsūn Shù, W.-G. Kung-sun Shu; Zì 子陽 / 子阳,  Ziyáng,  Tzuyang; † 24. Dezember 36 in Chengdu) war ein chinesischer Warlord, der sich während der Unruhen nach dem Ende der Xin-Dynastie zum Kaiser des südwestlichen China ernannte. Seine Herrschaft wurde nach elf Jahren vom Kaiser Guangwu von Han beendet.

## Leben
Gongsun Shu entstammte einer Beamtenfamilie, die seit einigen Generationen am Hof der Han-Dynastie tätig war. Sein Vater Gongsun Ren verschaffte ihm in jungen Jahren eine Stelle im Kreis Tianshui.
Während der Herrschaft Wang Mangs wurde Gongsun Shu im Jahr 15 n. Chr. zum Verwalter von Shu ernannt, einer Region im Südwesten Chinas. Er blieb in dieser Position, bis Wang Mang im Jahr 23 gestürzt wurde. In den folgenden Monaten schloss sich Gongsun Shu den aufständischen Generälen Wang Cen und Zong Cheng an, die die benachbarte Kommandantur Hanzhong kontrollierten.
Um Handhabe gegen den unkontrollierbaren General Zong Cheng zu erhalten, fälschte Gongsun Shu ein Dokument des neuen Kaisers Genshi. Dieses Dokument bestätigte Gongsun Shu in seinem Amt und ernannte ihn zusätzlich zum Gouverneur der Yi-Provinz. In diesem Amt übernahm er den Befehl über die Truppen der Yi-Provinz und tötete Zong Cheng.
Kaiser Gengshi reagierte darauf, indem er im Herbst 24 eine Streitmacht unter Führung von Li Bao und Zhang Zhong gegen Gongsun Shu ausschickte. Die Generäle erlitten jedoch eine Niederlage und zogen sich nach Wudu zurück. Damit hatte sich Gongsun Shu als unabhängiger Warlord etabliert und konnte den Königstitel im Land Shu annehmen. Sofort begann er, seinen Machtbereich nach Süden und Westen auszudehnen. Verschiedene Nachbarstämme, darunter die Yuexi, unterwarfen sich ihm. Gleichzeitig sicherte Gongsun Shu die Nord- und Ostgrenze vor Hanzhong und Jiangzhou.
In der Zwischenzeit kam die Herrschaft des Kaisers Gengshi zu ihrem Ende. Im Sommer 25 nahm Gongsun Shu den Kaisertitel an (mit dem Dynastienamen Cheng nach seiner Hauptstadt Chengdu) und sagte sich endgültig von der Zentralregierung los. Im Herbst erhob ein Abkömmling des Kaiserhauses, Liu Xiu, Anspruch auf die Nachfolge der Han-Dynastie. Er ernannte sich zum Kaiser Guangwu und begründete die östliche Han-Dynastie (nach ihrer Hauptstadt Luoyang, die östlich der alten Hauptstadt Chang’an lag).
In den folgenden Jahren wuchs Gongsun Shus Macht zusehends. Im Jahr 26 nahm sein General Hou Dan die strategisch bedeutsame Region Hanzhong ein. In den folgenden Jahren sicherten ihm verschiedene lokale Statthalter im Tal des Wei He ihre Gefolgschaft zu. Über seinen Landsmann Ma Yuan nahm Gongsun Shu Kontakt mit dem Warlord Wei Ao auf, mit dem er sich gegen Kaiser Guangwu verbünden wollte. Die Allianz kam jedoch nicht zustande, und Ma Yuan lief zu Kaiser Guangwu über.
Gleichzeitig erhob sich im Süden seines Machtbereichs Widerstand gegen Gongsun Shu. Sein Verwalter Wen Qi verständigte sich mit Kaiser Guangwu und der grenznahe Stamm der Zangke schloss sich ebenfalls dem Han-Kaiser an. Trotz dieser Unruhen blieb Gongsun Shus Machtbereich, das heutige Sichuan, stabil. Seine Streitkräfte zählten mehrere hunderttausend Mann. Damit war Gongsun Shu in der Lage, sich gegen den Han-Kaiser zu behaupten. Er verfolgte jedoch keine Expansionspläne und unterstützte die anderen Warlords nur unzureichend gegen Kaiser Guangwu.
Kaiser Guangwu besiegte 33 seinen Rivalen Wei Ao, der Unterstützung von Gongsun Shu erhalten hatte. Daraufhin wandte sich Kaiser Guangwu im Sommer 35 direkt gegen Gonsun Shu. Dieser verlor stetig an Boden und sah die Han-Armee im Winter vor seiner Hauptstadt Chengdu. Dort konnte er durch eine List (er schickte einen falschen Deserteur) ihren General Cen Peng ermorden und die feindlichen Streitkräfte hinhalten.
Im Jahr 36 setzte der Han-General Wu Han den Feldzug gegen Gongsun Shu fort. Er eroberte das Land Shu und setzte Gongsun Shu in seiner Hauptstadt fest. Am 24. Dezember unternahm Gongsun Shu einen verzweifelten Ausfall, wurde schwer verwundet und starb noch in derselben Nacht. Sein Machtbereich wurde vom Kaiser Guangwu annektiert und erneut in das Han-Reich integriert.